# Bitwa pod Friedlingen
Bitwa pod Friedlingen – starcie zbrojne, które miało miejsce 14 października 1702 w trakcie hiszpańskiej wojny sukcesyjnej.
Armia francuska dowodzona przez de Villarsa (17 000 żołnierzy) odniosła pod Friedlingen (niedaleko Fryburga) świetne zwycięstwo nad armią cesarską dowodzoną przez margrabiego Ludwika Badeńskiego (14 000 żołnierzy).

## Przeprawa przez Ren
Dążąca do połączenia się z wojskami elektora bawarskiego Maksymiliana II Emanuela francuska armia Villarsa w sile 8 000 żołnierzy przybyła nad Ren naprzeciw twierdzy Friedlingen 28 sierpnia 1702 roku. Francuzi przystąpili do odbudowy zniszczonej fortyfikacji na pobliskiej wyspie koło Huningue. Było to konieczne, by osłonić przeprawę armii w sytuacji, gdy po drugiej stronie Renu stała znacznie silniejsza armia Cesarstwa (14 000 żołnierzy) dowodzona przez Ludwika Badeńskiego. Po odbudowaniu fortyfikacji i obsadzeniu wyspy piechotą Claude de Villars nakazał budowę mostu pontonowego na lewym ramieniu Renu, chronionym przez fortyfikację. Na wyspie Francuzi ustawili artylerię złożoną z 12 dział 24-funtowych, która mogła teraz ostrzeliwać wysunięte placówki wojsk cesarskich. Po sprowadzeniu łodzi w nocy z 1 października na 2 października wojska francuskie przystąpiły do budowy mostu, jednak ze względu na zbyt silny ogień wojsk cesarskich musiały zaniechać tej próby. Następnego dnia Villars ustawił francuską artylerię tak, że jej ogień zmusił cesarskie placówki do wycofania się, co pozwoliło dokończyć budowę mostu, po czym przystąpiono pod osłoną kompanii grenadierów (około 50 żołnierzy) do budowy umocnień ziemnych ochraniających świeżo zbudowany most. Dodatkową ochronę stanowiła francuska artyleria, której ogień był tak silny, że wojska cesarskie nie ośmieliły się przeszkodzić Francuzom w ich pracach. Wkrótce armia francuska rozpoczęła przeprawę przez Ren, rozszerzając przyczółek na drugim brzegu rzeki. Nie mogła się jednak rozwinąć na pobliskiej równinie, gdyż wojska Ludwika Badeńskiego zajmowały pobliskie wzniesienia, skąd mogli razić Francuzów z dział. W takim wypadku Francuzi skoncentrowali się na rozszerzaniu i fortyfikowaniu przyczółka. W tym okresie Villars dowiedział się o posiłkach, które do niego zmierzają pod wodzą hrabiego de Guiscard (9 000 żołnierzy, w tym 2 500 jazdy). Liczył na to, że wraz ze zbliżającą się armią bawarską (Francuzi nie wiedzieli jeszcze, że Bawarczycy zawrócili) i posiłkami zniszczy armię Ludwika Badeńskiego.

## Zdobycie Neubourga
Wkrótce jednak Villars dowiedział się, że nie może liczyć na Bawarczyków. Pomimo tego, nie chcąc, by armia cesarska rozłożyła się na leże zimowe w Alzacji, postanowił stoczyć bitwę. Zamierzał przeprowadzić nocne natarcie z 13 października na 14 października na najbliższe roboty ziemne nieprzyjaciela, następnie przejść przez rzeczkę Weill i częściowo przez terytorium Szwajcarii, by zajść Austriaków od tyłu. W tym czasie wysłany przez Villarsa M.de Laubanie z 1 000 pikinierów zdobył bronioną przez 400 Szwajcarów forteczkę Neubourg. Zdobycie tej twierdzy dało armii francuskiej możliwość przeprawienia się przez Ren w dowolnym miejscu. Korzystając z tego sukcesu Villars natychmiast rozkazał budowę nowego mostu pontonowego. Roboty z tym związane miał ubezpieczać hrabia de Guiscard wraz ze swą posiłkową armią, która właśnie zbliżała się do Villarsa. Przybycie posiłków zmieniło stosunek sił na korzyść Francuzów, którzy mieli teraz 17 000 żołnierzy. Widząc te przygotowania Ludwik Badeński 13 października o godzinie 22:00 ruszył całe prawe skrzydło na Neubourg, by czym prędzej odebrać Francuzom tą twierdzę. Gdy jednak Villars także ruszył ze swą armią pod Neubourg, wycofał swe wojska. Dowiedziawszy się, że Villars otrzymał posiłki i jest teraz silniejszy liczebnie, a do tego po zdobyciu Neubourga może bezpiecznie przeprawić się przez Ren, Ludwik Badeński postanowił uniknąć bitwy i wycofać się.

## Bitwa
O świcie 14 października Villars dowiedział się, że Austriacy się wycofują. By do tego nie dopuścić, rzucił pospiesznie za nimi kawalerię. Ludwik Badeński widząc determinację Francuzów by koniecznie stoczyć bitwę i jednocześnie widząc, że w tej chwili jego armia zajmuje bardzo korzystne położenie, wstrzymał odwrót i zwrócił się frontem do nieprzyjaciela.
Jednym z kluczowych punktów stało się wzniesienie Tulik, położone na północ od twierdzy Friedlingen. Zrozumiał to Ludwik Badeński i posłał tam swoją piechotę. Na południowym nachyleniu twierdzy Friedlingen oraz na północ od wzgórza Tulik stanęła austriacka kawaleria, liczniejsza od francuskiej. Villars, rozumiejąc, że dalsze powodzenie bitwy zależy od zajęcia wzgórza Tulik, rzucił tam natychmiast swoją piechotę, szykując w tym czasie swą jazdę i mieszając z nią 16 kompanii grenadierów.
Natarcie piechoty na wzgórze Villars poprowadził osobiście. Doszło do zaciętej walki, w której francuska piechota pobiła piechotę austriacką i opanowała wzgórze Tulik. W walkach tych obie strony poniosły bardzo ciężkie straty, szczególnie wśród oficerów.
Villars po opanowaniu wzgórza wrócił do swej jazdy. W drodze omal nie dostał się do niewoli i tylko dzięki przygodnemu żołnierzowi, który ostrzegł go o trzech batalionach austriackiej piechoty uniknął nieszczęścia. W ręce Austriaków wpadł jednak jego osobisty sekretarz.
Kawaleria wymieszana z grenadierami również odniosła sukces. Obawiając się, by rozbita jazda austriacka znów się nie pozbierała, Villars nakazał pościg. Bitwa była wygrana. Następnego dnia skapitulowała twierdza Friedlingen.

## Po bitwie
Pobici Austriacy stracili 1 703 zabitych, 2 601 rannych, 11 dział i 35 sztandarów. Francuskie straty były znacznie niższe (355 zabitych, 742 rannych).
Skutkiem zwycięstwa pod Friedlingen było w tym roku całkowite opanowanie Alzacji przez Francuzów, natomiast Claude de Villars tuż po bitwie otrzymał od króla Francji Ludwika XIV laskę marszałkowską.
Armia Ludwika Badeńskiego była pobita, ale nie rozbita. Choć zszokowana poniesioną porażką i ciężkimi stratami, wciąż stanowiła poważne zagrożenie. 
Wobec tego nowy już marszałek Francji Villars zabezpieczył przeprawy na Renie i do końca tego roku zajął się jedynie oczyszczaniem Alzacji z resztek wojsk austriackich. Najważniejszą twierdzą, która była jeszcze w rękach cesarza, było Nancy. Do zajęcia twierdzy Villars wyznaczył Tallard. Ponieważ był grudzień, Tallard skarżył się, że ze względu na mróz nie będzie mógł wykonać żadnych robót ziemnych. Villars zapewnił go, że wystarczy, jeśli się pokaże, a garnizon cesarski skapituluje. Stało się dokładnie według tego scenariusza.